# مدفع بمرود

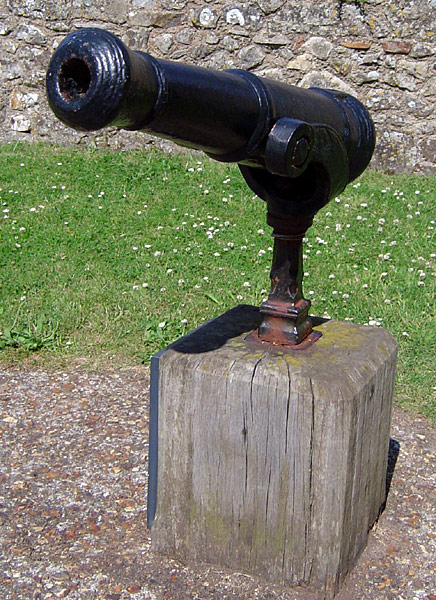
مدفع بمرود في قلعة كرسبروك ، جزيرة وايت

عادةً ما يشير مصطلح "مدفع المرود " (أو مدفع دوار)  إلى مدفع صغير مركب على حامل دوار أو شوكة مما يسمح بحركة واسعة للغاية. نوع آخر من الأسلحة النارية يشار إليه على أنه مسدس بمرود كان عبارة عن بندقية مركبة مصونة مبكرة مع سبطانتين تدوران على طول محوريهما للسماح للرامي بالتبديل بين السبطانات المحلزنة والمساء .
لا ينبغي الخلط بين البنادق الدوارة والمدافع المحورية ، والتي كانت أسلحة أكبر بكثير مثبتة على محور أفقي ، أو مدافع جبلية ذات إلقام فوهي محلزن ، وهي مدفع جبلي بسبطانات مجزأة.
المصطلح الأقدم للنوع هو peterero (تشمل التهجئات البديلة "paterero" و "Pederero"). تم أخذ الاسم من الاسم الإسباني للبندقية ، بيدريرو ، وهو مزيج من كلمة بيدرا (حجر) ولاحقة -ero (-er) ، لأن الحجر كان النوع الأول من الذخيرة التي تم إطلاقها.

## إعدادات
تعتبر مدافع المرود من بين أصغر أنواع المدافع ، وعادة ما يكون قياسها أقل من 1 م (3.3 قدم) طولا، وقطر تجويف يصل إلى3.8 سـم (1 1⁄2 بوصة) . يمكنهم إطلاق مجموعة متنوعة من الذخيرة ولكنها كانت تستخدم بشكل عام لإطلاق ذخيرة خيشية صغيرة وطلقات مدفعية مستديرة من العيار الصغير. كانت تهدف من خلال استخدام مقبض خشبي ، يشبه إلى حد ما شكل مضرب بيسبول ، مثبت بمؤخرة السلاح.
كانت معظم مدافع المرود عبارة عن مدافع إلقام فوهي ، ولكن كانت هناك بعض مدافع بمرود مغلاقية في وقت مبكر من عام 1410 ، مما يجعلها من بين الأمثلة الأولى من هذا النوع من الأسلحة (انظر berços ). :366كان لمدافع المرود ذات الإلقام المغلاقي شكل ككوب البيرة ، والذي كان المدفعي يأخذها من المقبض ويدخله في جسم المدفع مع فتحة المغلاق التي تواجه الأمام. تم تحميل البارود والمقذوفات في المؤخرة قبل إدخالها في البندقية. إذا تم إعداد عدد من المغلاقيات مسبقًا ، يمكن للمدفعي الحفاظ على معدل إطلاق نار مرتفع لفترة وجيزة ببساطة عن طريق تبديل المغلاقيات المستخدمة واستبدالها بآخر معبأة حديثًا.

## التطبيقات

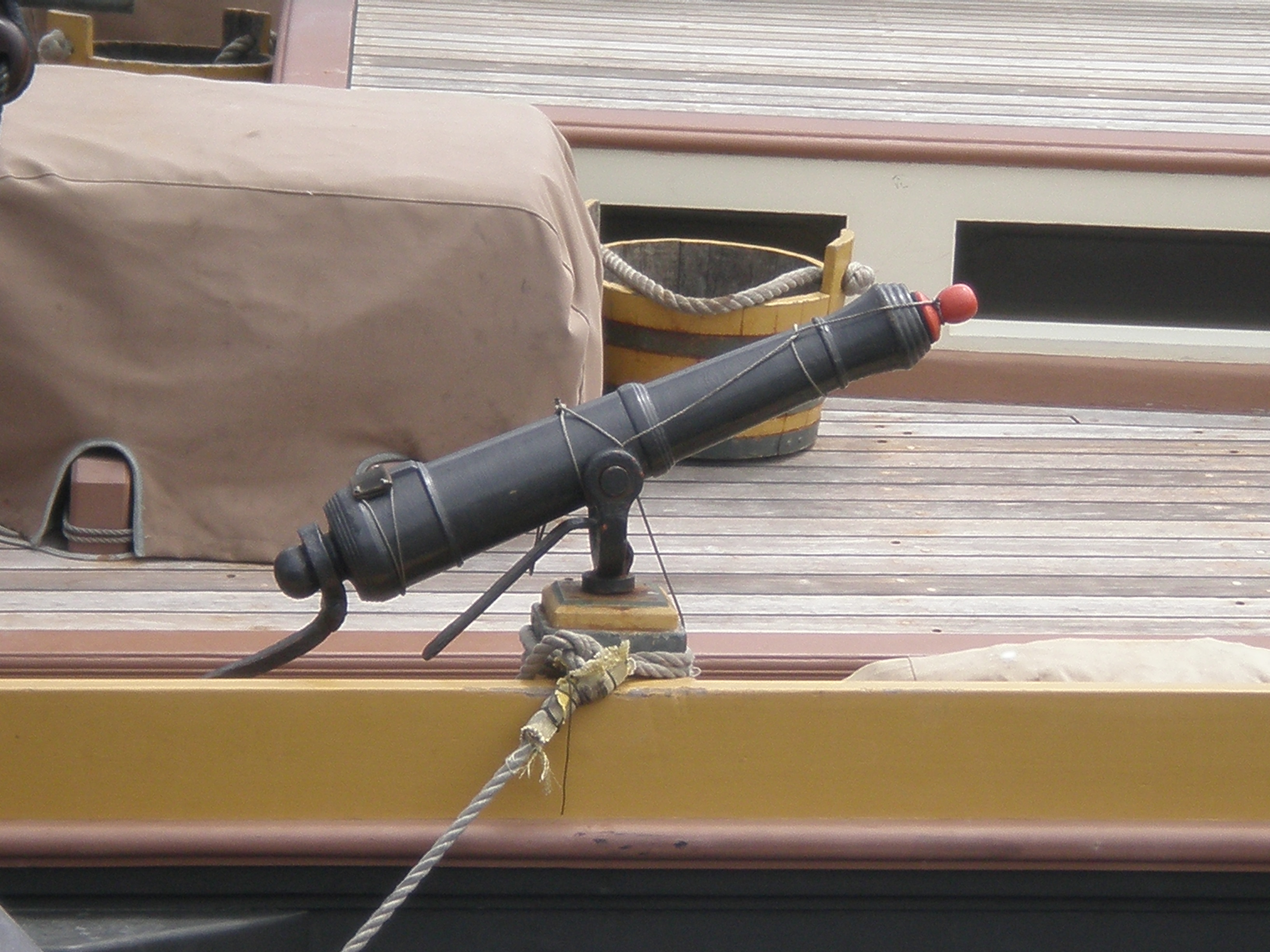
بندقية قطب مثبتة على المركب الشراعي الأمريكي الوشق

تم استخدام المدافع الدوارة بشكل أساسي على متن السفن الشراعية ، والتي كانت بمثابة ذخيرة قصيرة المدى مضادة للأفراد. لم تكن أسلحة مغرقة للسفن ، بسبب عيارها الصغير وقصر مداها ، لكنها يمكن أن تلحق أضرارًا كبيرة بأي شخص يقع في خط نيرانها. كانت مفيدة بشكل خاص ضد المراكب الحدودية من سطح إلى سطح ، وضد القوارب الطويلة التي تقترب من أطراف الصعود ، وضد أطقم مدافع سطح السفينة عندما كانت السفن من متقاربة البدن من البدن
نظرًا لصغر حجمها نسبيًا ، كانت المدافع الدوارة محمولة للغاية ويمكن تحريكها حول سطح السفينة بسهولة تامة (وبالتأكيد أسهل بكثير من أنواع المدافع الأخرى). يمكن تركيبها على أخشاب عمودية (أعمدة) التي كانت إما جزءًا من هيكل السفينة أو تم تثبيتها بإحكام في هذا الهيكل على طول كلا الجانبين ، مما يوفر للمدفعي منصة ثابتة بشكل معقول يمكن إطلاق النار منها. مكنت قابليتها للنقل من تثبيتها أينما كانت في أمس الحاجة إليها ؛ في حين أن المدفع الأكبر كان عديم الفائدة إذا كانوا على الجانب الخطأ من السفينة ، يمكن حمل المدافع الدوارة عبر سطح السفينة لمواجهة العدو.
مكن الحجم الصغير للمدافع الدوارة من استخدامها من قبل مجموعة متنوعة من السفن ، بما في ذلك السفن الصغيرة جدًا لاستيعاب المدافع الأكبر ، كما سمح باستخدامها على الأرض؛ أصدرت بشكل شائع إلى حصون في أمريكا الشمالية في القرن الثامن عشر ، وأخذ لويس وكلارك واحدة معهم في بعثتهم الشهيرة إلى الداخل الأمريكي في عام 1804. كان للمدافع الدوارة أيضًا استخدامات سلمية. تم استخدامها لأغراض الإشارة وإطلاق التحية ، كما وجدت استخدامات في صيد الحيتان ، حيث تم استخدام بنادق دوارة مثبتة على قوس لإطلاق الحراب ، والطيور ، حيث تم استخدام البنادق الدوارة المثبتة على القوارب لإطلاق النار على أسرابالطيور المائية (انظر أيضًا بندقية بُنت ).
تم استخدام المدافع الدوارة على نطاق واسع من قبل ممالك وإمبراطوريات آسيا ، وخاصة العثمانية والصين وكوريا وممالك نوسانتارا . استخدم العثمانيون البرانكي من منتصف القرن الخامس عشر فصاعدًا في المعارك الميدانية ، على متن سفنهم وفي حصونهم ، حيث غالبًا ما كان البرانكي يشكل غالبية الذخائر. :100ستنتشر هذه الأسلحة شرقًا إلى المحيط الهندي ، لتصل في النهاية إلى جنوب شرق آسيا حوالي 1460 م. :95
عرف الصينيون المدافع الدوارة ذات المقعد الخلفي منذ عام 1507 على الأقل ، عندما أُحضرت إلى فوجيان بواسطة رجل يُدعى وي شنغ واستخدمت في إخماد حادثة قرصنة في عام 1507. :348أشار نيدهام إلى أن مدافع الإلقام المغلاقي كانت مألوفة بالفعل في جنوب الصين في عام 1510 ، حيث دُمِّر التمرد في هوانغ كوان بواسطة أكثر من 100 فولانجي . :372حذت كوريا حذوها بحلول ستينيات القرن الخامس عشر. خلال الغزوات اليابانية لكوريا (1592-1598) ، استخدمت القوات البحرية الكورية المدافع الدوارة والمدافع الأكبر في اعتراض القوات اليابانية الغازية.

## أنظر أيضا
- بنادق بمسند
- زنبورك
- ليلا ولنتاكا ، مدفعين بمرود من الملايو
- شباك (سفينة)

### فهرس
- McLaughlin، Ian (2014). The Sloop of War 1650-1763. Seaforth. ISBN:9781848321878.

## روابط خارجية
- مدافع مرود ومدفع حاربون بمرود نسخة محفوظة 2013-12-12 على موقع واي باك مشين.
- مدفع لويس وكلارك الدوار
- مدافع بمرود أو باتريرو

قالب:Early firearms